# 7 км (роз'їзд, Південна залізниця)
7 км — роз'їзд  5-го класу Полтавської дирекції Південної залізниці на лінії Потоки — Золотнишине між станціями Південний Парк (5 км) та Золотнишине (7 км). Розташований у Кременчуцькому районі Полтавської області. Від роз'їзду відгалужується гілка до станції Редути.

## Історія
Роз'їзд 7 км відкрито у 1960—1970-х роках.

## Пасажирське сполучення
На даній ділянці приміське сполучення до станції Золотнишине, Потоки, Кременчук та Полтава-Південна було відновлено з 22 вересня 2018 року.
З 23 жовтня 2018 року рух приміських електропоїздів із Золотнишиного до Полтави та Кременчука знову припинено.